# Pablo Ruz
Pablo Rafael Ruz Gutiérrez (Madrid, 28 de noviembre de 1975) es un juez y magistrado español.

## Biografía
Nacido en Madrid en 1975, oriundo de la comarca de Liébana (Cantabria) por vía materna. Se licenció en Derecho por la Universidad Pontificia Comillas en 1998 e ingresó en la carrera judicial en mayo de 2003, comenzando a ejercer la Judicatura, primero en el Juzgado de Primera Instancia e Instrucción número 3 de Navalcarnero (Madrid), y dos años y medio más tarde en el Juzgado número 4 de la misma localidad. En abril de 2008 sustituyó temporalmente a Juan del Olmo (instructor del sumario del 11-M) y, entre otras decisiones, ordenó el ingreso en prisión, eludible bajo fianza de tres millones de euros, del exasesor urbanístico del Ayuntamiento de Marbella, Juan Antonio Roca. Posteriormente pasó al Juzgado de Primera Instancia número 5 de Collado Villalba, de Madrid. Pertenece a la plataforma Otro Derecho Penal es Posible, integrada por juristas españoles progresistas.

## Audiencia Nacional
En junio de 2010, la Comisión Permanente del Consejo General del Poder Judicial (CGPJ) le nombró interinamente por unanimidad para el Juzgado Central de Instrucción número 5 de la Audiencia Nacional de España en sustitución de Baltasar Garzón, quien se encontraba suspendido cautelarmente en sus funciones desde el 14 de mayo de 2010 y posteriormente expulsado de la carrera judicial. Ruz figuraba en una terna junto a las juezas Carmen Lamela y Carmen Rodríguez-Medel, que quedaron descartadas. 
Ha sido el juez instructor del caso Bárcenas , caso Gürtel y del segundo caso Rumasa. En abril de 2015 es sustituido al frente del Juzgado por José de la Mata, retornando al Juzgado número cuatro de Móstoles, del que es titular.